# Heterospathe sphaerocarpa
Heterospathe sphaerocarpa là loài thực vật có hoa thuộc họ Arecaceae. Loài này được Burret mô tả khoa học đầu tiên năm 1935.